# إكسمور
إكسمور ( /ˈɛksmʊər, -mɔːr/ ) يتم تعريفها بشكل فضفاض على أنها منطقة من الأراضي الجبلية المفتوحة في غرب سومرست وشمال ديفون في جنوب غرب إنجلترا. سميت على اسم نهر إكس، الذي يقع مصدره في وسط المنطقة، على بعد ميلين شمال غرب سيمونزباث. يمكن تعريف إكس مور بشكل أكثر دقة على أنها منطقة غابة الصيد الملكية القديمة السابقة، والتي تسمى أيضًا إكس مور، والتي تم مسحها رسميًا في الفترة من 1815 إلى 1818 بمساحة 18,810 أكر (7,610 ها) في المدى. وقد أطلق المور اسمه على الحديقة الوطنية، والتي تشمل تلال بريندون، ووادي إيست لين، ووادي بورلوك، و 55 كـم (34 ميل) من ساحل قناة بريستول. تبلغ المساحة الإجمالية لمنتزه إكس مور الوطني 692.8 كـم2 (267.5 ميل2) ، منها 71% في سومرست و29% في ديفون.
تتكون المنطقة المرتفعة من صخور رسوبية يعود تاريخها إلى العصر الديفوني وأوائل العصر الكربوني مع صخور العصر الثلاثي والجوراسي على المنحدرات السفلية. حيث تصل هذه المنحدرات إلى الساحل، وتتشكل المنحدرات التي تتخللها الوديان والشلالات. أعترف به كساحل تراثي في عام 1991. أعلى نقطة في إكس مور هي دونكيري بيكون ؛ على 519 متر (1,703 قدم) وهي أيضًا أعلى نقطة في سومرست. تدعم التضاريس مجتمعات الأراضي المنخفضة والغابات القديمة والمستنقعات التي توفر موائل للنباتات والحيوانات النادرة. كانت هناك أيضًا تقارير عن وحش إكس مور، وهي قطة خفية تتجول في إكس مور. وقد تم تصنيف العديد من المناطق كمواقع لمراجعة الحفاظ على الطبيعة ومراجعة الحفاظ الجيولوجي.
هناك أدلة على وجود احتلال بشري من العصر الحجري الأوسط . وقد تطور هذا النشاط لأغراض الزراعة واستخراج الخامات المعدنية في العصر البرونزي والعصر الحديدي. لا يزال من الممكن التعرف على بقايا الأحجار الدائمة والأكوام الحجرية والجسور. حصلت الغابة الملكية على ميثاق في القرن الثالث عشر، ومع ذلك حددت هوية الغابات التي أداروا المنطقة في كتاب يوم القيامة. في العصور الوسطى كانت تربية الأغنام شائعة في ظل نظام الترخيص لرعي الماشية حيث قامت قوانين التسييج بتقسيم الأرض. وتستخدم المنطقة الآن لمجموعة من الأغراض الترفيهية.

## جيولوجيا
إكس مور منطقة مرتفعة تتكون بشكل شبه حصري من الصخور الرسوبية يعود تاريخها إلى العصر الديفوني وأوائل العصر الكربوني.اسم الفترة والنظام الجيولوجي "الديفوني" يأتي من ديفون، حيث تمت دراسة ووصف صخور هذا العصر لأول مرة هنا.باستثناء مجموعة من الصخور التي تعود إلى العصر الترياسي والجوراسي والتي تشكل الأرض المنخفضة بين بورلوك وتيمبرزكومب ومن ماينهيد إلى يارد (داخل منتزه إكس مور الوطني ولكنها محيطية بالمنطقة نفسها)، يتم تعيين جميع الصخور الصلبة في إكس مور لمجموعة إكس مور، والتي تتكون من مزيج من الحجر الرملي والحجر الرملي والأردواز والحجر الزيتي والحجر الجيري والحجر الطيني.يمكن اكتشاف معدن الكوارتز والحديد في الصخور البركانية والتربة السطحية. تُظهر منطقة Glenthorne عضو Trentishoe (المعروف سابقًا باسم 'التكوين') من تكوين الحجر الرملي Hangman (المعروف سابقًا باسم 'المجموعة').نظرًا لأن هذه المنطقة من بريطانيا لم تخضع للتجلد ، فإن الهضبة لا تزال تشكل شكلًا أرضيًا قديمًا بشكل ملحوظ.  تُغطى الصخور الأساسية والرواسب السطحية الأحدث جزئيًا بالأراضي المغطاة بالخث والتي تدعمها التربة الرطبة والحمضية. 

## منطقة ذات طابع وطني
صنفت إكس مور كمنطقة ذات طابع وطني (رقم 145) من قبل إنجلترا الطبيعية، وهي الهيئة العامة المسؤولة عن البيئة الطبيعية في إنجلترا. تشمل المناطق الطبيعية المجاورة The Culm إلى الجنوب الغربي، و Devon Redlands إلى الجنوب، و Vale of Taunton وQuantock Fringes إلى الشرق.

## منتزه إكسمور الوطني
أعتمد تصنيف إكس مور كمنتزه وطني في عام 1954، بموجب قانون المنتزهات الوطنية والوصول إلى الريف لعام 1949.  تعد حديقة إكس مور الوطنية في المقام الأول منطقة مرتفعة يسكنها سكان متفرقون يعيشون بشكل أساسي في قرى صغيرة ونجوع. أكبر المستوطنات هي بورلوك، ودولفرتون، ولينتون، ولينماوث، والتي تحتوي مجتمعة على ما يقرب من 40 في المائة من سكان الحديقة. دمجت لينتون ولينماوث في أبرشية واحدة ويتم ربطهما بواسطة خط سكة حديد لينتون ولينماوث كليف.
كانت إكس مور في السابق غابة ملكية وأرض صيد، تغطي 18,810 أكر (7,610 ها) ، والتي بيعت في عام 1818. تم إعلان العديد من المناطق داخل منتزه إكس مور الوطني مواقع ذات أهمية علمية خاصة بسبب نباتاتها وحيواناتها.    يمنح هذا العنوان الموقع بعض الحماية القانونية من التطوير والتلف والإهمال. في عام 1993 شيدت منطقة حساسة بيئيًا داخل إكس مور. ومن المعروف أنه مكان مثالي لمشاهدة النجوم . في عام 2011، أختيرت كأول محمية دولية للسماء المظلمة في أوروبا من قبل الجمعية الدولية للسماء المظلمة.

## الجغرافيا

### الساحل

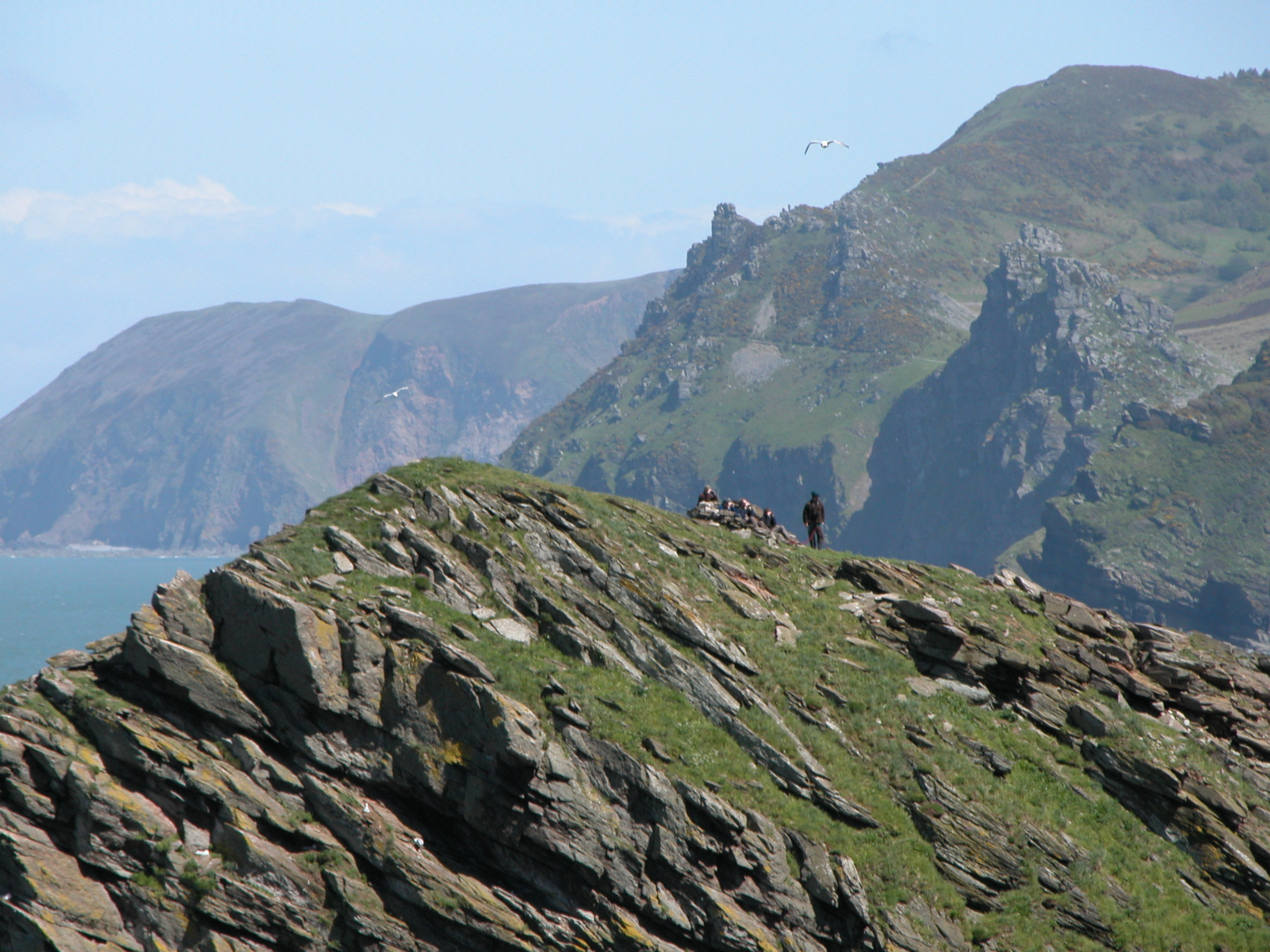
ساحل إكسمور بالقرب من وادي الصخور

يبلغ طول ساحل إكسمور 55 كيلومتر (34 ميل) . أعلى جرف بحري في البر الرئيسي لبريطانيا هو Great Hangman بالقرب من Combe Martin عند 318 م (1,043 قدم) عالية، مع واجهة جرف يبلغ ارتفاعها 250 م (820 قدم) . جرفها الشقيق هو 200 م (656 قدم) Little Hangman، الذي يمثل حافة إكس مور. تصل التلال الساحلية إلى ارتفاع أقصى يبلغ 414 م (1,358 قدم) في تلة كولبون.
تصل غابات إكس مور أحيانًا إلى خط الشاطئ،  وخاصة بين بورلوك وفورلاند بوينت، حيث تشكل أطول امتداد للغابات الساحلية في إنجلترا وويلز. تعتبر مساحات ساحل إكس مور كموقع ذي أهمية علمية خاصة بسبب تنوع الأنواع النباتية الموجودة.
اكتسبت المناظر الطبيعية للرؤوس الصخرية والوديان والشلالات والمنحدرات الشاهقة اعترافًا بساحل إكس مور باعتباره ساحلًا تراثيًا في عام 1991. بفضل شلالاتها وكهوفها الضخمة، أصبح هذا الساحل المثير ساحة لعب للمغامرات لكل من المتسلقين والمستكشفين. توفر المنحدرات واحدة من أطول وأكثر ممرات الجرف البحري عزلة في المملكة المتحدة. مسار الساحل الجنوبي الغربي، بطول 1,014 كيلومتر (630 ميل) أطول مسار وطني في إنجلترا وويلز، يبدأ في ماينهيد ويمتد على طول ساحل إكس مور بالكامل. هناك موانئ صغيرة في لينماوث، وبورلوك وير، وكومب مارتن. كانت الموانئ في السابق ذات أهمية حيوية للتجارة الساحلية، ولكنها الآن تُستخدم في المقام الأول للمتعة؛ وغالبًا ما توجد في الموانئ قوارب شراعية مملوكة بشكل فردي وقوارب صيد غير تجارية.  وادي الصخور خلف لينتون هو وادي جاف عميق يمتد موازيًا للبحر القريب ويتوج على الجانب المواجه للبحر بصخور كبيرة، وتشكل جحور سيكستون حاجز أمواج طبيعي لميناء خليج ووترماوث على الساحل.

### الأنهار

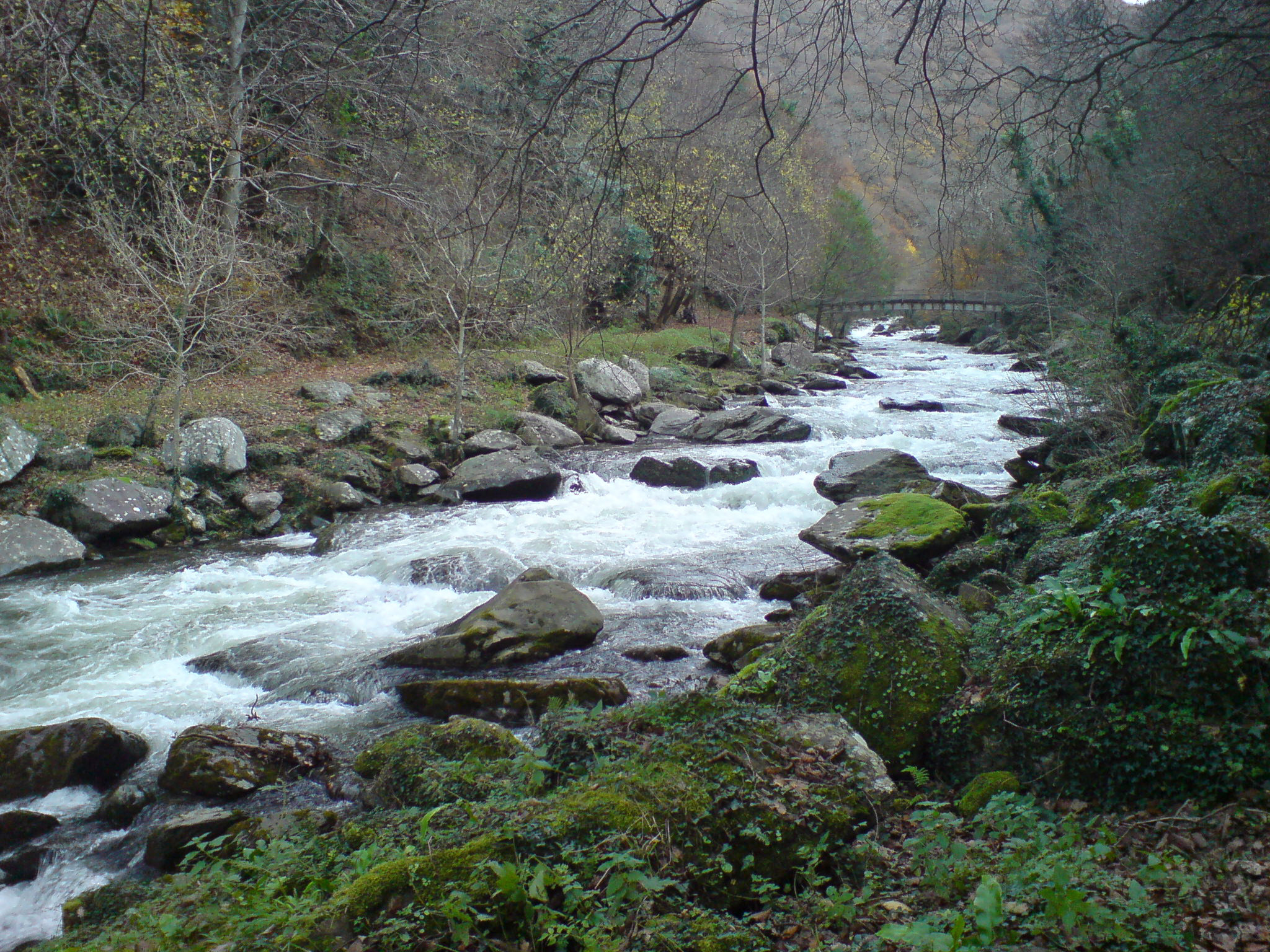
نهر إيست لين

تشكل الأرض المرتفعة منطقة مستجمعات المياه للعديد من الأنهار والجداول. هناك حوالي 483 كـم (300 ميل) من الأنهار المسماة في إكس مور. ينبع نهر إكسي، الذي سميت إكس مور باسمه، عند رأس إكسي بالقرب من قرية سيمونزباث، بالقرب من ساحل قناة بريستول، ولكنه يتدفق بشكل أو بآخر مباشرة نحو الجنوب، بحيث يقع معظم طوله في ديفون. يصل إلى البحر عند مصب كبير على الساحل الجنوبي ( القناة الإنجليزية ) لديفون. يحتوي على العديد من الروافد التي تنشأ في إكسمور. يتدفق نهر بارل من شمال إكس مور لينضم إلى نهر إكس في إكسبريدج، ديفون. تم تصنيف النهر ووادي بارل كمواقع بيولوجية ذات أهمية علمية خاصة. هناك رافد آخر، وهو نهر هاديو، يتدفق من بحيرة ويمبلبول.
تتدفق معظم الأنهار الأخرى التي تنبع من نهر إكس مور شمالاً إلى قناة بريستول. وتشمل هذه الأنهار نهر هيدون، الذي يمتد على طول الحواف الغربية لمدينة إكس مور، ويصل إلى ساحل شمال ديفون عند مصب هيدون، ونهر لين الشرقي ونهر لين الغربي، اللذين يلتقيان في واترسميت شرق لينماوث مباشرة. Hoar Oak Water هو أحد روافد الأراضي البرية لنهر East Lyn والذي يلتقي فيه أيضًا. ينبع نهر هورنر، المعروف أيضًا باسم مياه هورنر، بالقرب من لوكومب ويتدفق إلى خليج بورلوك بالقرب من نقطة هيرلستون. ينشأ نهر مول على الأجنحة الجنوبية الغربية لمدينة إكسمور وهو الرافد الرئيسي لنهر تاو، الذي يتدفق بدوره شمالاً من مدينة دارتمور. يعد نهر بادجوورثي أحد الأنهار الصغيرة التي تمتد شمالاً نحو الساحل ويرتبط بأساطير لورنا دون .

## مناخ

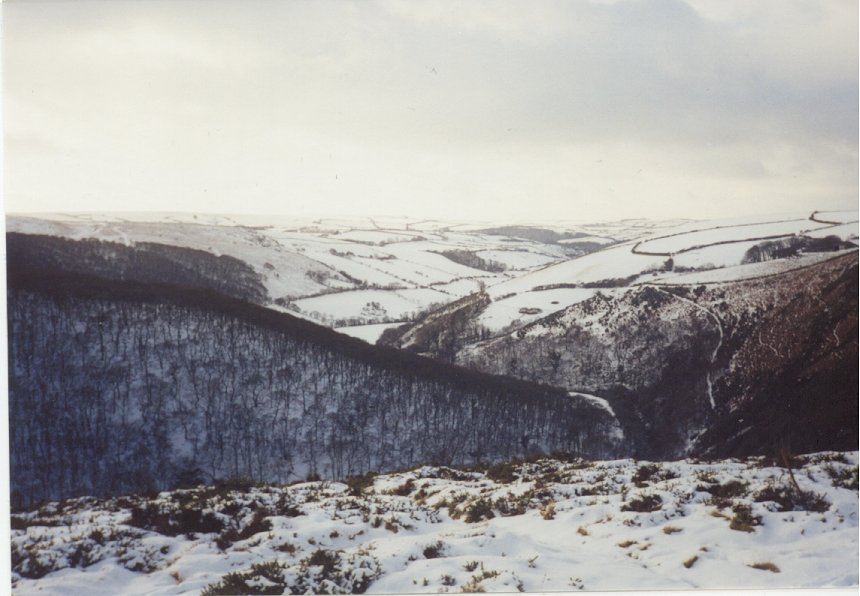
غابات هورنر، إكس مور، في الشتاء

إلى جانب بقية مناطق جنوب غرب إنجلترا، تتمتع منطقة إكس مور بمناخ معتدل وهو أكثر رطوبة واعتدالاً بشكل عام من بقية مناطق إنجلترا. متوسط درجة الحرارة السنوية في سيمونزباث هو 8.3 °م (46.9 °ف) مع اختلاف موسمي ويومي، ولكن بسبب التأثير المعدِّل للبحر فإن النطاق أقل منه في معظم الأجزاء الأخرى من المملكة المتحدة. يناير هو الشهر الأكثر برودة، مع متوسط درجات حرارة دنيا تتراوح بين 1 و 2 °م (34 و 36 °ف). يوليو وأغسطس هما الشهرين الأكثر دفئًا في المنطقة، حيث يبلغ متوسط درجات الحرارة العظمى اليومية حوالي 21 °م (70 °ف) . بشكل عام، شهر ديسمبر هو الشهر الذي يحتوي على أقل قدر من أشعة الشمس وشهر يونيو هو الشهر الذي يحتوي على أكبر قدر من أشعة الشمس. يتمتع جنوب غرب إنجلترا بموقع مفضل فيما يتعلق بضغط الأزور المرتفع عندما يمتد تأثيره نحو الشمال الشرقي نحو المملكة المتحدة، وخاصة في الصيف. 
تتشكل السحب في كثير من الأحيان في المناطق الداخلية، وخاصة بالقرب من التلال، وتقلل من كمية أشعة الشمس التي تصل إلى الحديقة. يبلغ متوسط سطوع الشمس السنوي حوالي 1600 ساعة. يميل هطول الأمطار إلى الارتباط بالمنخفضات الأطلسية أو بالحمل الحراري. في الصيف، تتسبب الحمل الحراري، الناجم عن تسخين الشمس لسطح الأرض أكثر من البحر، في تكوين سحب ممطرة في بعض الأحيان، وفي ذلك الوقت من العام تأتي نسبة كبيرة من الأمطار من الزخات والعواصف الرعدية. يتراوح معدل هطول الأمطار السنوي من 800 مـم (31 بوصة) في شرق الحديقة إلى أكثر من 2,000 مـم (79 بوصة) في The Chains.  ومع ذلك، في 24 ساعات 16 أغسطس 1952، أكثر من 225 مـم (8.9 بوصة)سقط من الأمطار في The Chains. أدى هذا هطول الأمطار، الذي أعقب صيفًا رطبًا بشكل استثنائي، إلى فيضانات كارثية في لينماوث أسفرت عن مقتل 34 شخصًا وإلحاق أضرار واسعة النطاق بالبلدة الصغيرة. 
يختلف تساقط الثلوج بشكل كبير من عام إلى آخر ويتراوح من 23 يومًا في المناطق المرتفعة إلى حوالي 6 أيام في المناطق الساحلية. تتمتع الفترة من نوفمبر إلى مارس بأعلى متوسط سرعة للرياح، بينما تتمتع الفترة من يونيو إلى أغسطس بأخف الرياح. الرياح تأتي في الغالب من الجنوب الغربي. 
هناك محطتان تابعتان لمكتب الأرصاد الجوية لتسجيل بيانات المناخ داخل إكس مور: ليسكومب و نيتلكومب. 
| البيانات المناخية لـ{{{location}}} | البيانات المناخية لـ{{{location}}} | البيانات المناخية لـ{{{location}}} | البيانات المناخية لـ{{{location}}} | البيانات المناخية لـ{{{location}}} | البيانات المناخية لـ{{{location}}} | البيانات المناخية لـ{{{location}}} | البيانات المناخية لـ{{{location}}} | البيانات المناخية لـ{{{location}}} | البيانات المناخية لـ{{{location}}} | البيانات المناخية لـ{{{location}}} | البيانات المناخية لـ{{{location}}} | البيانات المناخية لـ{{{location}}} | البيانات المناخية لـ{{{location}}} |
| الشهر                              | يناير                              | فبراير                             | مارس                               | أبريل                              | مايو                               | يونيو                              | يوليو                              | أغسطس                              | سبتمبر                             | أكتوبر                             | نوفمبر                             | ديسمبر                             | المعدل السنوي                      |
| ---------------------------------- | ---------------------------------- | ---------------------------------- | ---------------------------------- | ---------------------------------- | ---------------------------------- | ---------------------------------- | ---------------------------------- | ---------------------------------- | ---------------------------------- | ---------------------------------- | ---------------------------------- | ---------------------------------- | ---------------------------------- |
| [بحاجة لمصدر]                      |                                    |                                    |                                    |                                    |                                    |                                    |                                    |                                    |                                    |                                    |                                    |                                    |                                    |

## تاريخ

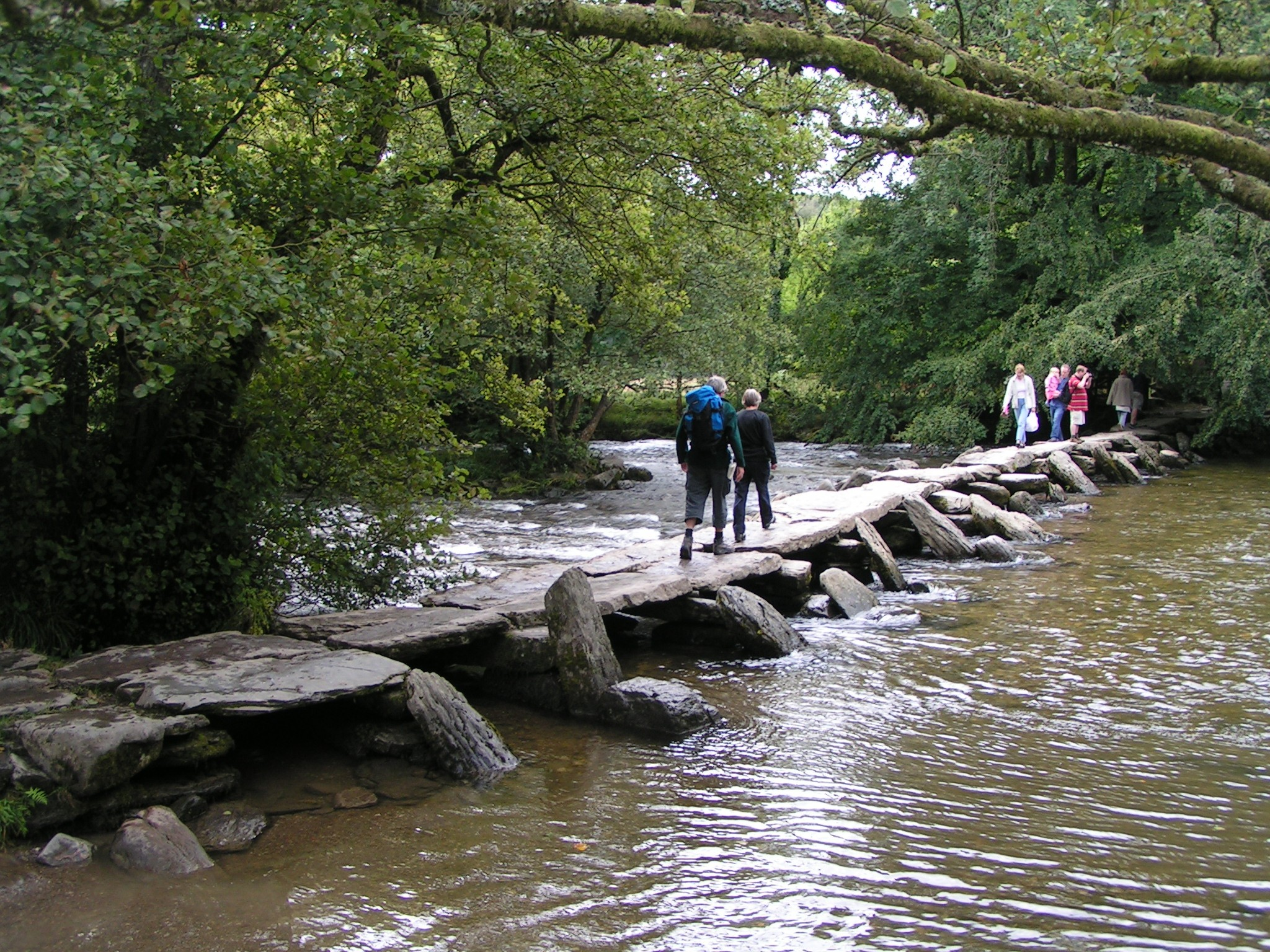
جسر تار ستيب كلابر.

هناك أدلة على احتلال المنطقة من قبل الناس منذ العصر الحجري الأوسط فصاعدًا. في العصر الحجري الحديث، بدأ الناس في إدارة الحيوانات وزراعة المحاصيل في المزارع. ومن المرجح أن استخراج وصهر الخامات المعدنية لصنع الأدوات المعدنية والأسلحة والحاويات والحلي بدأ في أواخر العصر الحجري الحديث، واستمر حتى العصر البرونزي والعصر الحديدي.  يُعتقد أن الحلقة الترابية الموجودة في باراكومب هي عبارة عن هينج من العصر الحجري الحديث يعود تاريخها إلى الفترة من 5000 إلى 4000 قبل الميلاد، وقلعة كاو، حيث تلتقي المياه البيضاء بنهر بارل، هي حصن من العصر الحديدي يقع على قمة تل مخروطي الشكل.
خطوات تار هي من عصور ما قبل التاريخ ( ق. 1000) جسر كلابير عبر نهر بارل، حوالي 4 كـم (2 1⁄2 ميل) 4 كم ( 2 + 1 ⁄ 2 ميل) جنوب شرق ويثيبول و 6 كـم (4 ميل) شمال غرب دولفرتون. يصل وزن الألواح الحجرية إلى 5 أطنان لكل منها، وقد تم تصنيف الجسر من قبل هيئة التراث الإنجليزي باعتباره مبنى مدرجًا من الدرجة الأولى، للاعتراف بأهميته المعمارية أو التاريخية أو الثقافية الخاصة. لا يوجد سوى القليل من الأدلة على الاحتلال الروماني باستثناء حصنين على الساحل. لاناكومب هو موقع العديد من الأحجار الدائمة والأكوام الحجرية التي صنفت كآثار قديمة. تتراوح إعدادات الحجر بين 30 سـم (12 بوصة) و 65 سـم (26 بوصة) عالية. ترتبط سلسلة من أكوام الحجارة التي تعود إلى العصر البرونزي ارتباطًا وثيقًا بالحجارة الدائمة.
كانت قلعة هولويل في باراكومب قلعة نورماندية مبنية لحماية تقاطع طرق التجارة بين الشرق والغرب والشمال والجنوب. تشير التفسيرات البديلة لبنائه إلى أنه ربما تم بناؤه للحصول على الضرائب في مكان جسر نهر هيدون، أو لحماية والإشراف على تعدين الفضة في المنطقة المحيطة بكومب مارتن. كان 40 متر (131 قدم) في القطر و 6.2 م (20 قدم) فوق قاع خندق محفور في الصخر يبلغ ارتفاعه 2.7 م (9 قدم) عميق. تم بناؤه في أواخر القرن الحادي عشر أو أوائل القرن الثاني عشر. لا تزال التحصينات الترابية للقلعة مرئية بوضوح من مسار قريب، ولكن لا يوجد وصول عام إليها.

### إنشاء الغابة الملكية
وفقًا لسجلات المائة التي تعود إلى أواخر القرن الثالث عشر، أعطى الملك هنري الثاني ملك إنجلترا (توفي عام 1189) ويليام أوف روثام منصب وكيل إكس مور. يبدو أن مصطلحات "المشرف" و"الحارس" و"الغابي" مرادفة للضابط الرئيسي للملك المسؤول عن الغابة الملكية.

### الحراس
كان أول الحراس المسجلين هم دودو وألمير وجودريك الذين وردت أسماؤهم في كتاب يوم القيامة (1086) باعتبارهم "حراس الغابات في وايدبولا"، حيث كانت ويثيبول العاصمة القديمة للغابة. ارتبطت عائلة دينيس بإيلشيستر و "بيثرتون" . كان ويليام أوف روثام، الذي توفي عام 1217، مسؤولاً عن غابات إكس مور وشمال بيثرتون، سومرست. تم تعيين والتر وروبرت كحارسين للغابات في إكس مور عندما شهدا منحة في أوائل القرن الثالث عشر لدير فورد . في عام 1276، قدم محلفو قصر بروشفورد شكوى ضد جون دي كاميرا في محكمة الخزانة، حيث وُصف بأنه حراجي إكس مور.
ويليام لوكار من "وايثكومب"، شقيق إليزابيث لوكار، كان حارسًا مؤقتًا للغابات. في عهد هنري السادس، بين عامي 1422 و1461. تم تعيين ويليام دي بوترو، البارون الثالث بوترو، في عام 1435 حارسًا لغابات إكسمور ونيروش مدى الحياة من قبل ريتشارد دوق يورك.  كانت عائلة بوترو تمتلك منذ فترة طويلة قصر مولاند على الحافة الجنوبية لإكس مور، ولكن من المحتمل أنهم كانوا يقيمون بشكل أساسي في شمال كادبوري في سومرست. في 10 مايو 1461، تم تعيين ويليام بورشير، البارون التاسع فيتزوارين ، البارون الإقطاعي لبامبتون من قبل الملك إدوارد الرابع كرئيس غابات لغابات إكس مور ونيروش مدى الحياة. كان السير جون بوينتز من آيرون أكتون، غلوسترشاير، حارسًا أو رئيسًا للغابات في إكس مور في عام 1568 عندما رفع دعوى في محكمة الخزانة ضد هنري رول (من هينتون ساتشفيل، بيتروكستو )، اللورد القوي لعقارات إكستون، وهوكريدج، وويثيبول.
في عام 1608 تم تعيين السير هيو بولارد رئيسًا للغابات في دعوى رفعها نائبه ويليام بينكومب أمام محكمة الخزانة. تم تعيين جيمس بتلر، الدوق الأول لأورموند، حارسًا لغابة إكس مور في عامي 1660 و1661. كان جيمس بويفاي غابات في القرن السابع عشر. كان السير ريتشارد أكلاند (أو ربما السير توماس دايك أكلاند) آخر غابات حتى عام 1818. كان أحد أدوار الحارس هو سيد كلاب الصيد واستمر هذا الدور في أداءه من قبل سيد كلاب الصيد في ديفون وسومرست، وهو المنصب الذي لا يزال قائماً حتى اليوم. بحلول عام 1820، تم تقسيم الغابة الملكية. ربع الغابة، 10,262 أكر (4,153 ها) ، تم بيعها إلى جون نايت (1765-1850) في عام 1818. يشتمل هذا القسم على أبرشية إكس مور الحالية، التي تقع كنيستها الرعوية في سيمونزباث.

## البيئة

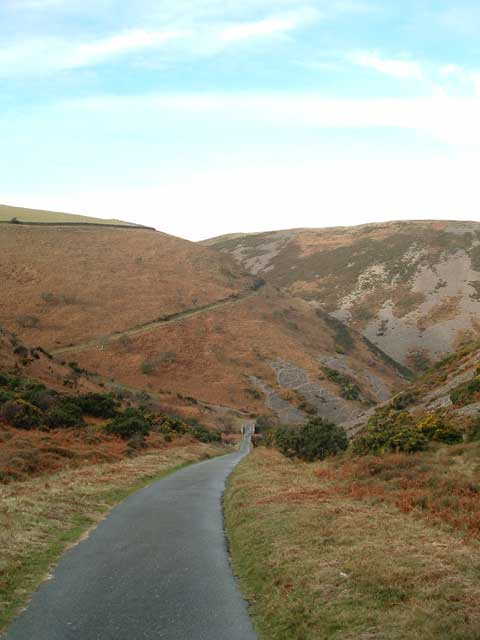
كادو كومب، بالقرب من فورلاند بوينت، تمثل جزءًا كبيرًا من المناظر الطبيعية غير المحسنة في إكس مور

بالإضافة إلى موقع Exmoor Coastal Heaths ذو الأهمية العلمية الخاصة (SSSI)، تم تحديد منطقتين أخريين على وجه التحديد.تغطي منطقة نورث إكس مور 12,005.3 هكتار (29,666 أكر)  وتشمل مواقع مراجعة الحفاظ على الطبيعة في دنكري بيكون وهولنيكوت وهورنر ووتر، وموقع مراجعة الحفاظ الجيولوجي في تشينز.يعد موقع Chains مهمًا على المستوى الوطني لمجتمعات الأراضي المنخفضة في الجنوب الغربي وللانتقال من الغابات القديمة عبر الأراضي المرتفعة إلى المستنقعات. يعد الموقع أيضًا مهمًا لمجتمعات الطيور المتكاثرة فيه، وسكانه الكبير من فصيلة الفراشات النادرة على المستوى الوطني ( Mellicta athalia )،  ونباتات الأشنة الحرجية الاستثنائية وأهميته في علم حبوب اللقاح من الخث العميق على السلاسل. 
تبلغ مساحة محمية جنوب إكس مور SSSI 3,132.7 هكتار (7,741 أكر)  وتشمل نهر بارل وروافده مع النباتات المغمورة مثل نبات ميلفويل الماء البديل ( Myriophyllum alterniflorum ).توجد مناطق صغيرة من الغابات شبه الطبيعية داخل الموقع، بما في ذلك بعض الغابات القديمة.أكثر أنواع الأشجار وفرة هي شجرة البلوط الجالسة ( Quercus petraea )، وطبقة الشجيرات متناثرة للغاية وتشمل النباتات الأرضية السرخس والتوت البري ومجموعة متنوعة من الطحالب.تتمتع المناطق الخلنجية بتجمعات قوية من الطيور، بما في ذلك طائر الوينشات ( Saxicola rubetra ) وطائر الحجر الأوروبي ( Saxicola rubicola ).تنتشر طيور السمامة ( Oenanthe oenanthe ) بالقرب من الجدران الحجرية والأماكن الحجرية الأخرى.يتكاثر طائر الجندب ( Locustella naevia ) في الشجيرات والأراضي المرتفعة.توفر الأشجار الموجودة على حواف الأراضي البرية مواقع تعشيش لطائر النسر الأحمر الصغير ( Acanthis cabaret )، والنسر الشائع ( Buteo buteo )، والغراب ( Corvus corax ). 

### النباتات

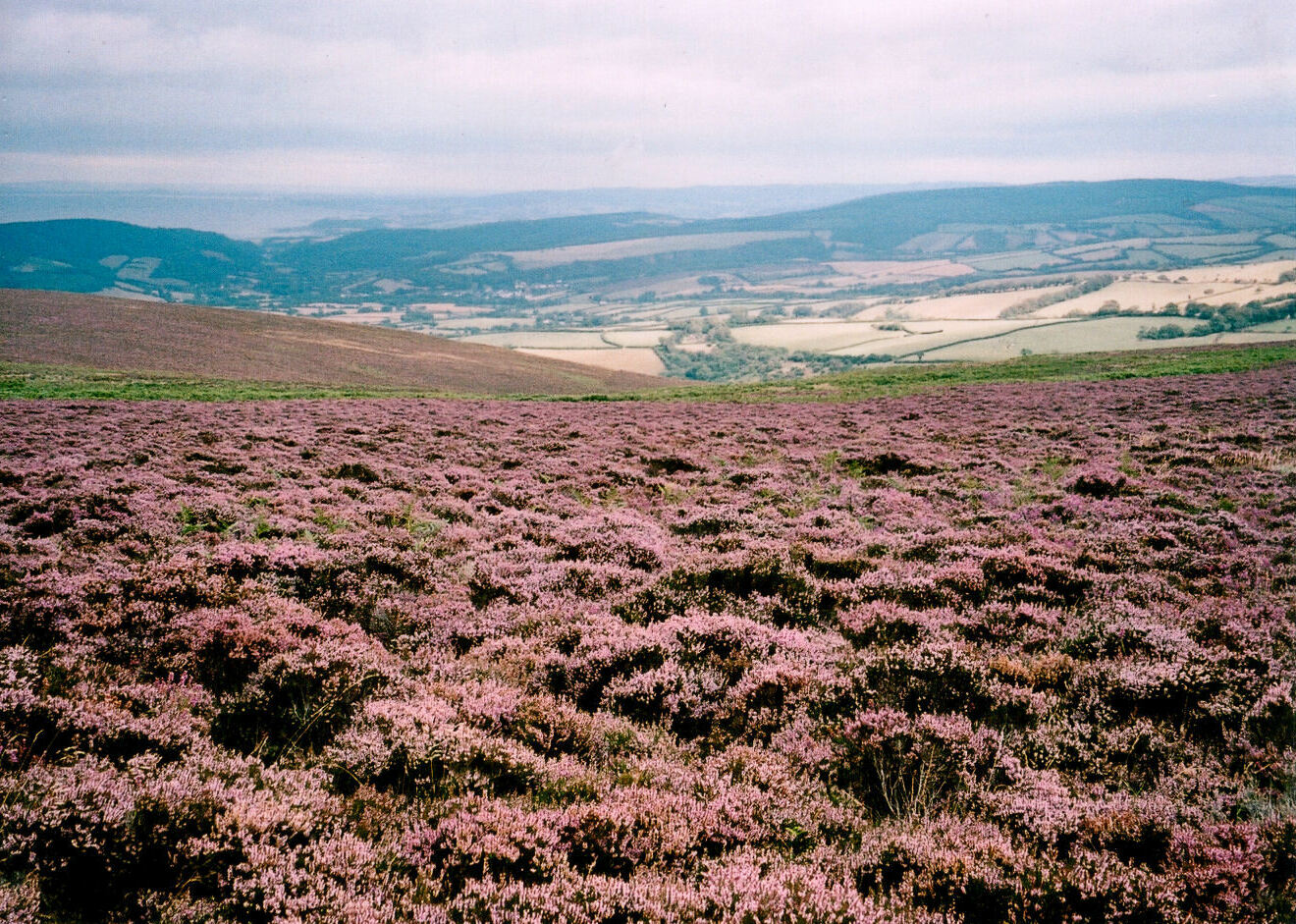
منارة دنكري، مع أزهار الخلنج المزهرة

تغطي الأراضي الحرجية والمستنقعات غير المزروعة حوالي ربع مساحة منطقة إكس مور. بعض الأراضي المغطاة بأنواع مختلفة من الأعشاب والحشائش، في حين أن البعض الآخر يهيمن عليه نبات الخلنج .هناك أيضًا مناطق مزروعة بما في ذلك تلال بريندون، التي تقع في شرق الحديقة الوطنية.يوجد أيضًا 3,000 هكتار (7,400 أكر) من غابات لجنة الغابات،  والتي تتكون من مزيج من الأشجار عريضة الأوراق ( البلوط والرماد والبندق ) والأشجار الصنوبرية.أعلى شجرة زان في البلاد، يوجد في Birch Cleave في Simonsbath ولكن شجر الزان في ضفاف التحوط ينمو حتى 490 م (1,610 قدم). يوجد على الأقل نوعان من الحور الأبيض: Sorbus subcuneata وSorbus 'Taxon D' وهما نوعان فريدان من نوعهما في منطقة إكس مور. تعد هذه الغابات موطنًا للأشنات والطحالب والسراخس.إكس مور هو الموقع الوطني الوحيد للأشنات Biatoridium delitescens و Rinodina fimbriata و Rinodina flavosoralifera ، حيث عثر على الأخير على شجرة فردية واحدة فقط. 
في عام 2024، تم الكشف عن خطط لزراعة ما يقرب من 38000 شجرة بالقرب من البحر في إكس مور كجزء من مبادرة أكبر بقيادة الصندوق الوطني لزراعة أكثر من 100000 شجرة في شمال ديفون، بهدف دعم الغابات المطيرة السلتية .ومن بين الأنواع المخصصة للزراعة شجرة الدردار الأبيض الديفونية المنقرضة تقريباً، وهي شجرة لا توجد إلا في غرب إنجلترا وفي أيرلندا .يمكن أن تتكاثر بدون إخصاب، وكانت ثمارها الصالحة للأكل تُباع ذات مرة باسم "تفاح السورب" في أسواق ديفون. 

### الحيوانات

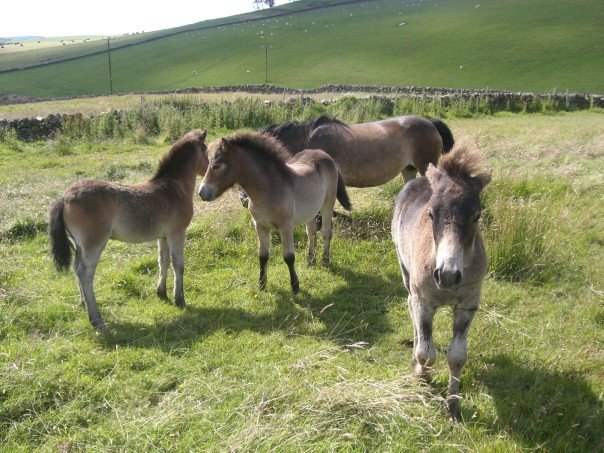
قطيع من مهور إكسمور

ترعى الأغنام في الأراضي الخثية منذ أكثر من 3000 عام، حيث تشكل جزءًا كبيرًا من المناظر الطبيعية في إكس مور من خلال التغذية على أعشاب الأراضي الخثية والخلنج.تشمل السلالات التقليدية أغنام Exmoor Horn و Cheviot و Whiteface Dartmoor و Greyface Dartmoor .ويتم أيضًا تربية الماشية من شمال ديفون في المنطقة.يمكن رؤية خيول إكس مور وهي تتجول بحرية في الأراضي الخصبة.إنها سلالة محلية وليست سلالة من المهور، وربما تكون أقرب سلالة إلى الخيول البرية المتبقية في أوروبا؛ كما أنها واحدة من أقدم سلالات المهور في العالم.  يتم تجميع المهور مرة واحدة في السنة ليتم وضع علامة عليها وفحصها.في عام 1818، أخذ السير توماس أكلاند ، آخر حارس لمحمية إكس مور، ثلاثين حصانًا وأسس قطيع أكلاند، المعروف الآن باسم قطيع المرساة، والذي لا يزال أحفاده المباشرون يتجولون في المور. في الحرب العالمية الثانية، أصبحت الأراضي الخصبة ساحة تدريب، وكادت السلالة أن تنقرض، ولم ينجُ من الحرب سوى 50 حصانًا. تم تصنيف هذه الخيول على أنها مهددة بالانقراض من قبل مؤسسة Rare Breeds Survival Trust ، حيث لم يتبق منها سوى 390 أنثى فقط في المملكة المتحدة.في عام 2006، تم الحصول على منحة المشاريع الريفية، التي تديرها محليًا دائرة التنمية الريفية في الجنوب الغربي، لإنشاء مركز إكس مور بوني الجديد في أشويك، في مزرعة مهجورة تبلغ مساحتها 7 هكتار (17 أكر) من الأرض مع 56 هكتار (140 أكر) من الأراضي المغطاة بالخلنج. 
تتمتع الأيل الأحمر بمكانة قوية في المستنقعات ويمكن رؤيتها على سفوح التلال الهادئة في المناطق النائية، وخاصة في الصباح الباكر.كان إمبراطور إكس مور ، وهو غزال أحمر ( Cervus elaphus )، أكبر حيوان بري معروف في بريطانيا، حتى تم قتله في أكتوبر 2010.    تعد الأراضي البرية أيضًا موطنًا لمئات الأنواع من الطيور والحشرات .تشمل الطيور التي يمكن رؤيتها في المور طائر الشاهين ، والصقر الشاهين ، والكروان الأوراسي، والزقزاق الأوروبي، والغطاس ، وطائر دارتفورد ، والوعل الحلقي .انقرض الآن طائر الطيهوج الأسود والطائر الطيهوج الأحمر في منطقة إكس مور،  ربما نتيجة لانخفاض إدارة الموائل، وبالنسبة للأنواع السابقة، زيادة في ضغط الزوار. 

### وحش
وحش إكس مور هو قطة من نوع الحيوانات الخفية (انظر القطة الشبحية ) والتي يقال إنها تتجول في إكس مور.لقد وردت تقارير عديدة عن مشاهدات شهود عيان.تسميه هيئة الإذاعة البريطانية "الوحش الشهير والمراوغ في إكس مور". تم الإبلاغ عن مشاهدات لأول مرة في سبعينيات القرن العشرين، على الرغم من أنها أصبحت سيئة السمعة في عام 1983، عندما ادعى أحد المزارعين في ساوث مولتون أنه فقد أكثر من 100 رأس من الأغنام في غضون ثلاثة أشهر، ويبدو أن جميعها قُتلت بسبب إصابات عنيفة في الحلق.ردًا على هذه التقارير، تم نشر قوات مشاة البحرية الملكية من قواعد في غرب البلاد لمراقبة الوحش الأسطوري من نقاط مراقبة سرية.بعد ستة أشهر لم يتم رصد أي عمليات من قبل مشاة البحرية الملكية، وتم إنهاء عمليات الانتشار.تتراوح أوصاف ألوانها من الأسود إلى البني أو الرمادي الداكن.من المحتمل أن يكون هذا النوع من النمور أو النمور السوداء قد تم إطلاق سراحه بعد صدور قانون في عام 1976 يجعل من غير القانوني الاحتفاظ به في الأسر خارج حدائق الحيوان.في عام 2006، أفادت جمعية القطط الكبيرة البريطانية أن الجمجمة التي عثر عليها أحد المزارعين في ديفون كانت جمجمة فهد؛ ومع ذلك، ذكرت وزارة البيئة والغذاء والشؤون الريفية (ديفرا)، "بناءً على الأدلة، لا تعتقد ديفرا أن هناك قططًا كبيرة تعيش في البرية في إنجلترا". 